# Cabrera (isola)
Cabrera è una piccola isola dell'arcipelago delle Baleari, a sua volta è la principale del sottoarcipelago di Cabrera.

## Geografia
Si trova a sud dell'Isola di Maiorca; destinata fin dal 1916 a zona militare, è stata per questo risparmiata dallo sfruttamento turistico, di conseguenza ha permesso la conservazione di un ecosistema che l'ha resa parte del Parco nazionale marittimo-terrestre dell'arcipelago di Cabrera a partire dal 1991. L'isola appartiene al quartiere di Santa Catalina di Palma di Maiorca.
Il nome Cabrera deriverebbe dalle capre che abitavano l'isola.

## Storia
Esistono prove che Cabrera e gli isolotti accanto furono visitati dai popoli che navigavano il Mediterraneo fin dall'antichità: fenici, cartaginesi, romani e bizantini.
Racconta una leggenda che Annibale nacque a Sa Coniera, una delle piccole isole accanto a Cabrera.
Tra il XIII e il XIV secolo, l'isola e il suo porto naturale furono utilizzati come base dai pirati berberi per gli attacchi alle coste maiorchine. Per questo motivo fu costruito un castello all'entrata del porto. Da allora questo avamposto evitò che da lì partissero ulteriori razzie verso le acque prospicienti Maiorca.
Nel 1808 l'isola divenne luogo di detenzione per i soldati francesi, fatti prigionieri dopo la sconfitta nella battaglia di Bailén.

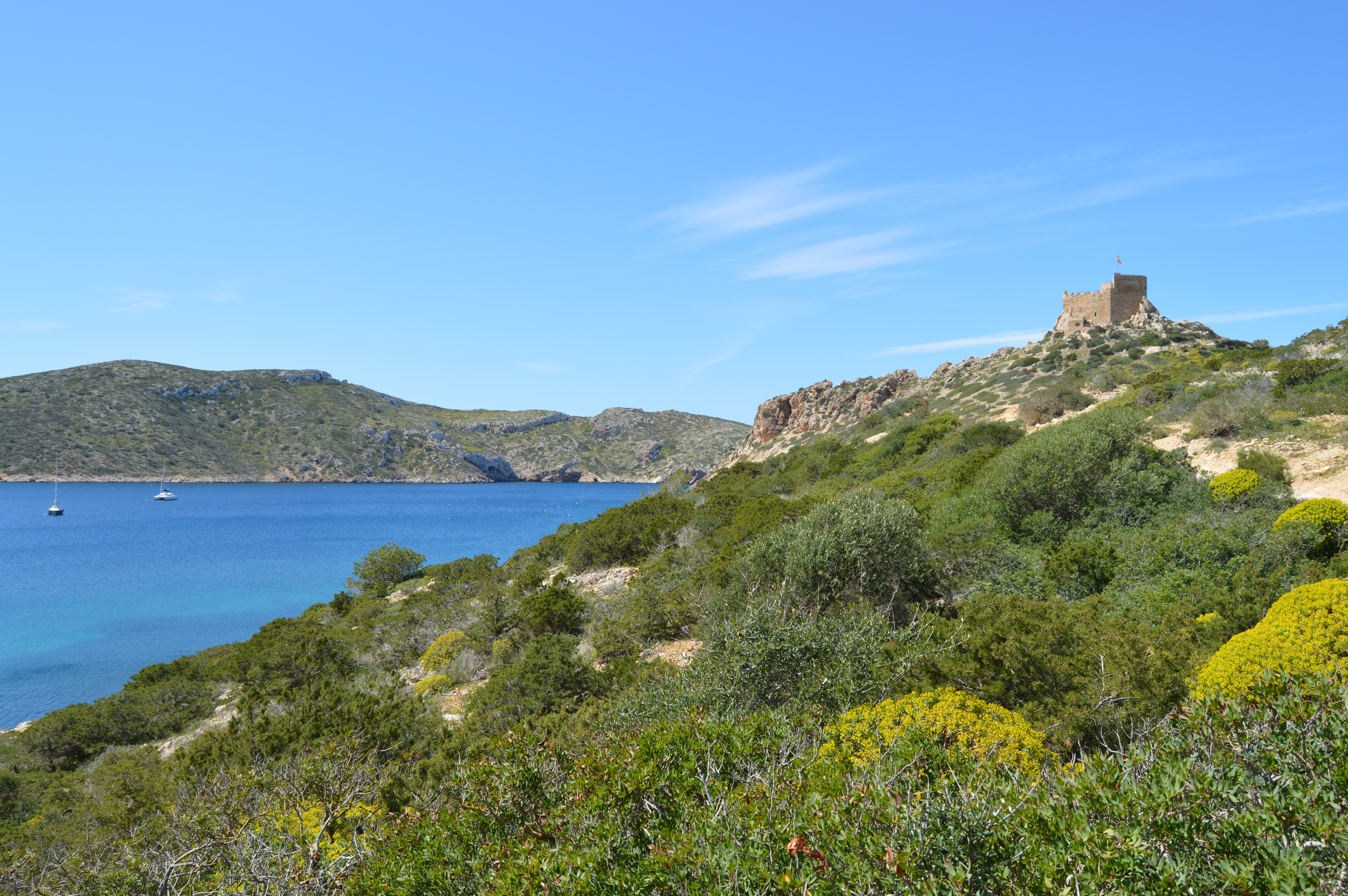
Castello de Cabrera